# Klaus Schubert (Politikwissenschaftler, 1948)
Klaus Schubert (* 1948 in Herreth, Oberfranken) ist ein deutscher, emeritierter Professor für Politikwissenschaft.
Nach dem Abitur 1969 hat Schubert Politikwissenschaft, Germanistik und Geschichte an der Ludwig-Maximilians-Universität (LMU) München studiert. 1975 absolvierte er das erste Staatsexamen für das Lehramt an Gymnasien in Bayern. 1980/81 folgte die Promotion zum Dr. phil. und 1992 die Habilitation.
Von 1992 bis 2013 hatte er die Professur für internationale Politik an der Katholischen Universität Eichstätt-Ingolstadt inne.

## Werke (Auswahl)
- Politik in der »Technokratie«. Zu einigen Aspekten zeitgenössischer Kulturkrisentheorie. Frankfurt am Main und New York (Campus), 1981.
- Freundschaft auf dem Prüfstand? Deutsch-französische Beziehungen nach dem Ende der Teilung Deutschlands und Europas. Regensburg (Pustet), 1996.
- Die Europäische Union als Akteur der  Weltpolitik. Opladen (Leske + Budrich), 2000. (gemeinsam mit Müller-Brandeck-Bocquet)
- Nation und Modernität als Mythen. Eine Studie zur politischen Identität der Franzosen. Wiesbaden (Verlag für Sozialwissenschaften), 2004.

## Einzelnachweis
1. ↑  Klaus Schubert. In: Deutsche Nationalbibliothek. Abgerufen am 20. Juli 2013 (deutsch).

| Personendaten    | Personendaten                    |
| ---------------- | -------------------------------- |
| NAME             | Schubert, Klaus                  |
| KURZBESCHREIBUNG | deutscher Politikwissenschaftler |
| GEBURTSDATUM     | 1948                             |
| GEBURTSORT       | Herreth                          |